# Francisco Ibáñez

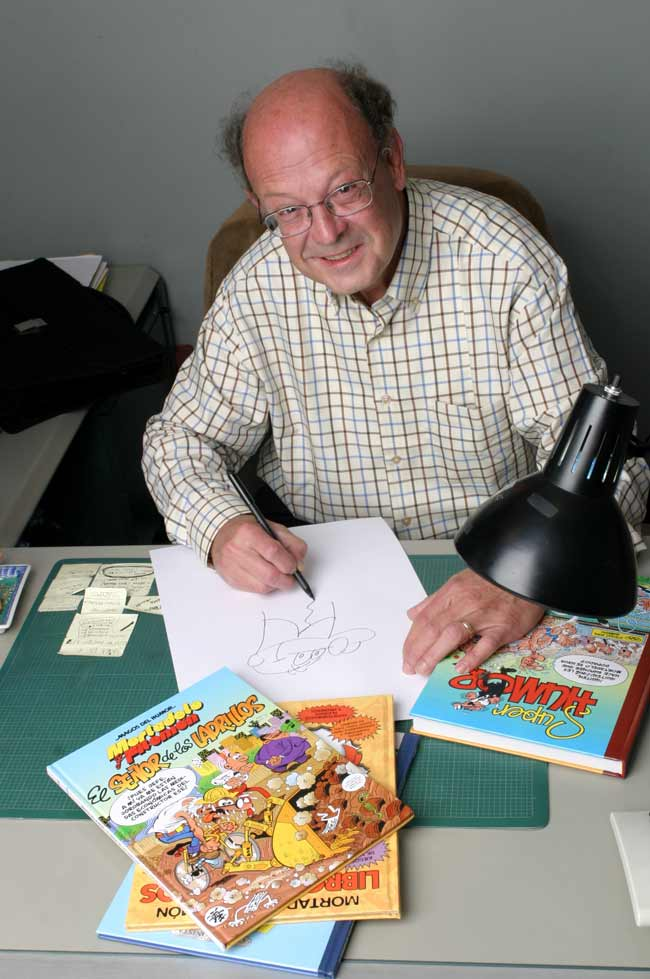
Francisco Ibáñez

Francisco Ibáñez Talavera (Barcellona, 15 marzo 1936 – Barcellona, 15 luglio 2023) è stato un fumettista spagnolo, creatore di diverse serie di fumetti, tra cui la più famosa è quella di Mortadello e Polpetta.

## Biografia
Nato a Barcellona, Ibáñez lavorò dapprima in banca, per poi dedicarsi completamente all'arte del fumetto solamente dal 1957. L'anno seguente Mortadello e Polpetta apparvero per la prima volta, seguiti negli anni successivi da tanti altri personaggi.  Dal 1988 ha quasi ininterrottamente prodotto sei nuovi album di Mortadello e Polpetta ogni anno.
Nel 1994 ha ricevuto il gran premio del Salón del Cómic de Barcelona e nel 2001 gli è stata assegnata la Medalla de Oro al Mérito en las Bellas Artes. Ha ricevuto inoltre il Premios Notario del Humor 2008 da parte dell'Università di Alicante.

## Opere
- Mortadelo y Filemón, agencia de información (1958)
- La familia Trapisonda, un grupito que es la monda (1958)
- 13, Rue del Percebe (1961)
- Godofredo y Pascualino viven del deporte fino (1961)
- Ande, ríase usté con el arca de Noé (1961)
- El botones Sacarino (1963)
- Rompetechos (1964)
- Pepe Gotera y Otilio (1966)
- Chicha, Tato y Clodoveo (1986)
- 7, Rebolling Street (1987)
- Doña Pura y Doña Pera vecinas de la escalera
- Don Pedrito que está como nunca
- El doctor esparadrapo y su ayudante Gazapo
- Tete Cohete